# NGC 122
NGC 122 é uma estrela na direção da constelação de Cetus. O objeto foi descoberto pelo astrônomo Wilhelm Tempel em 1880, usando um telescópio refrator com abertura de 11 polegadas. 